# Maria Frieden (Dübendorf)

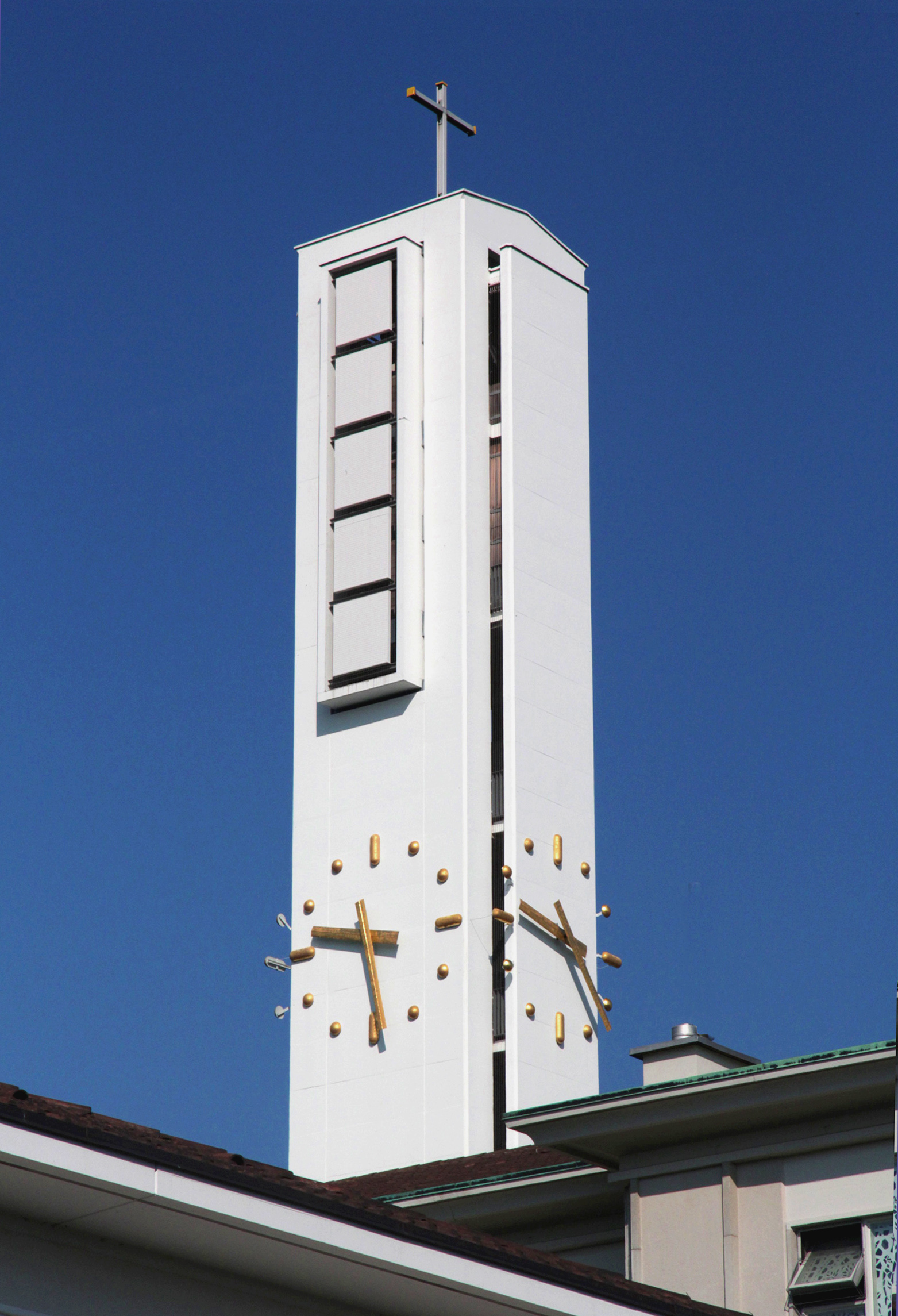
Kirche Maria Frieden Dübendorf, Kirchturm

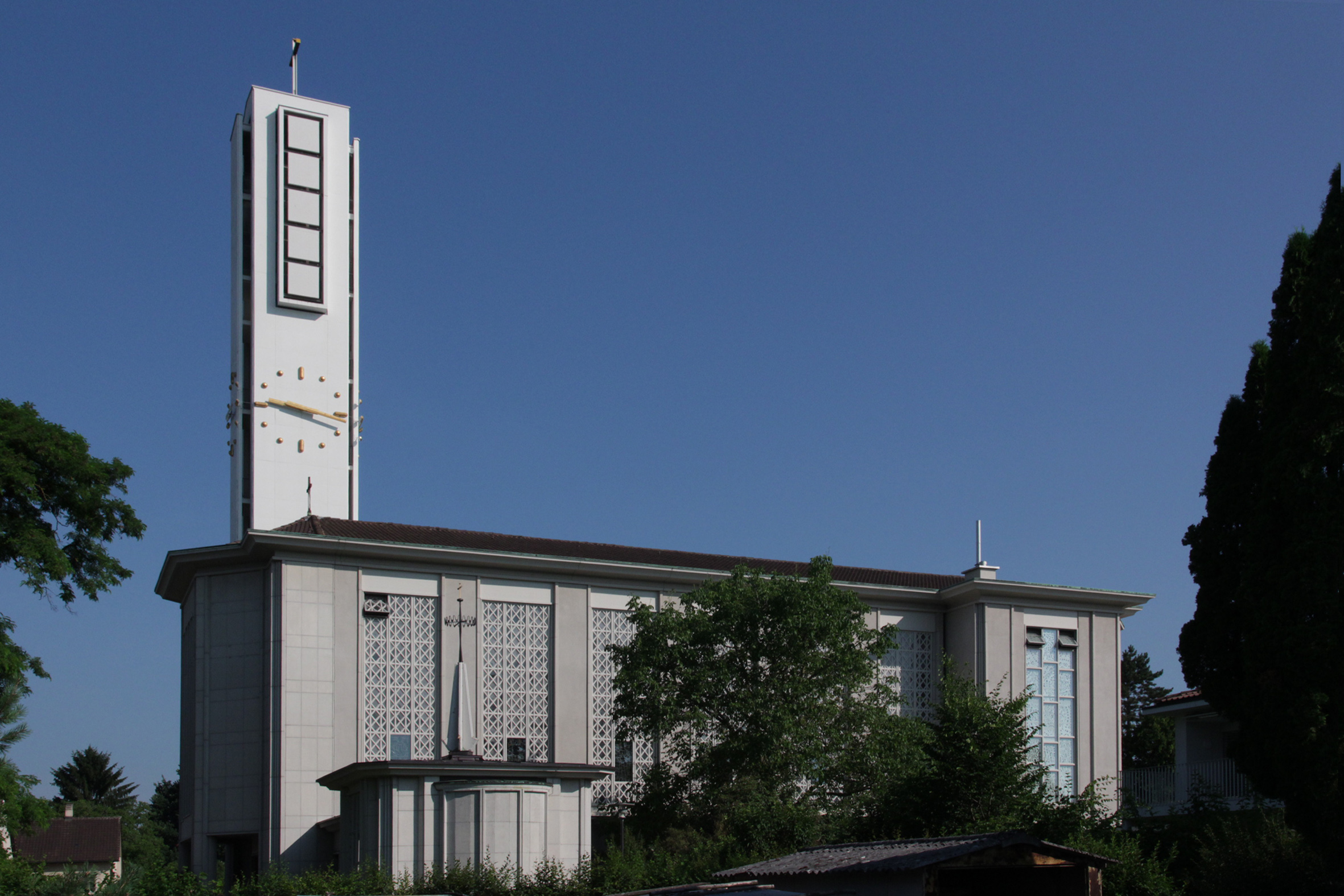
Kirche mit Marienkapelle und Kirchturm, Ansicht von der Neuhausstrasse

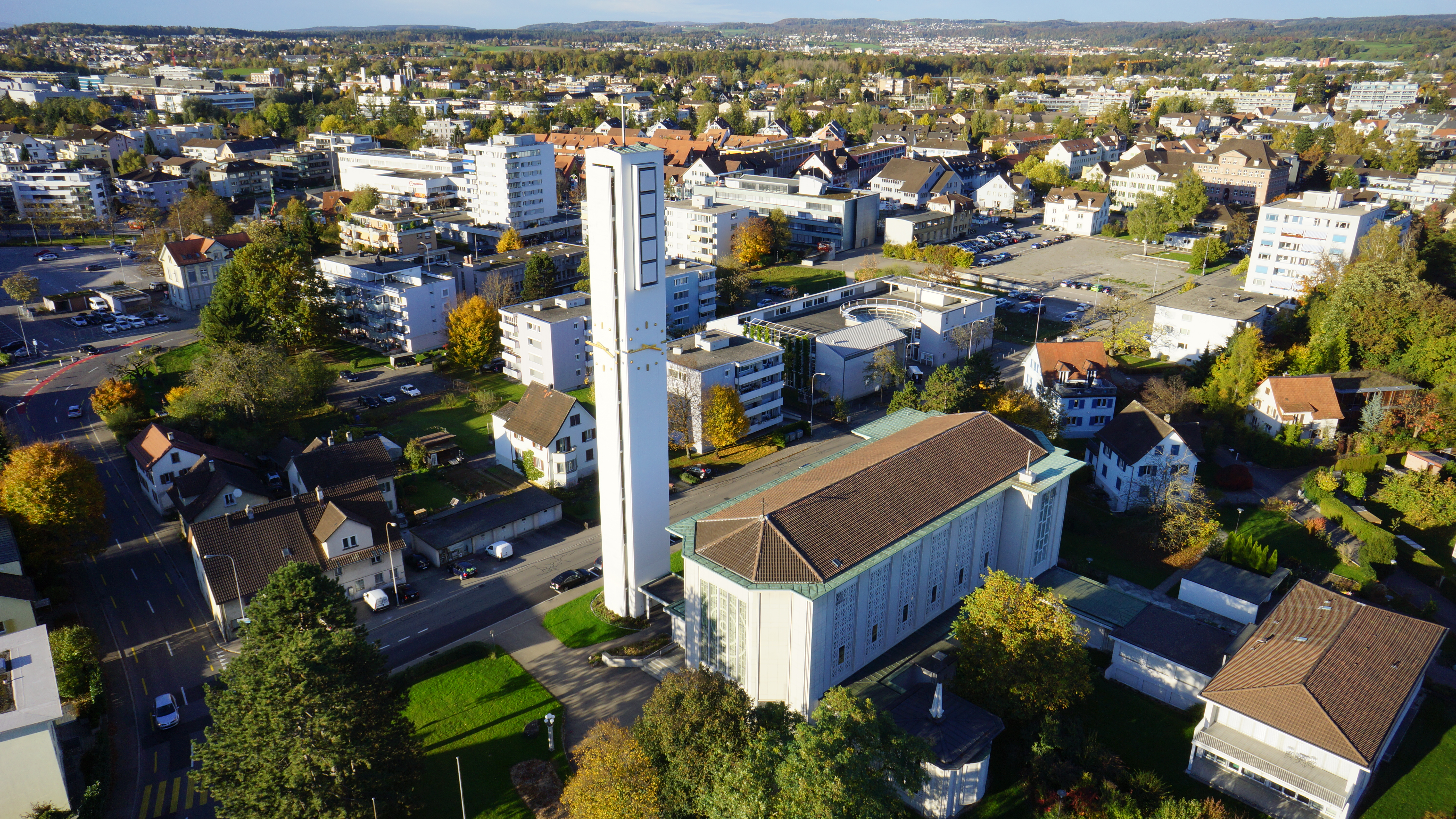
Kirche Maria Frieden, rechts das Pfarrhaus, unten die Marienkapelle, im Hintergrund das Pfarreizentrum

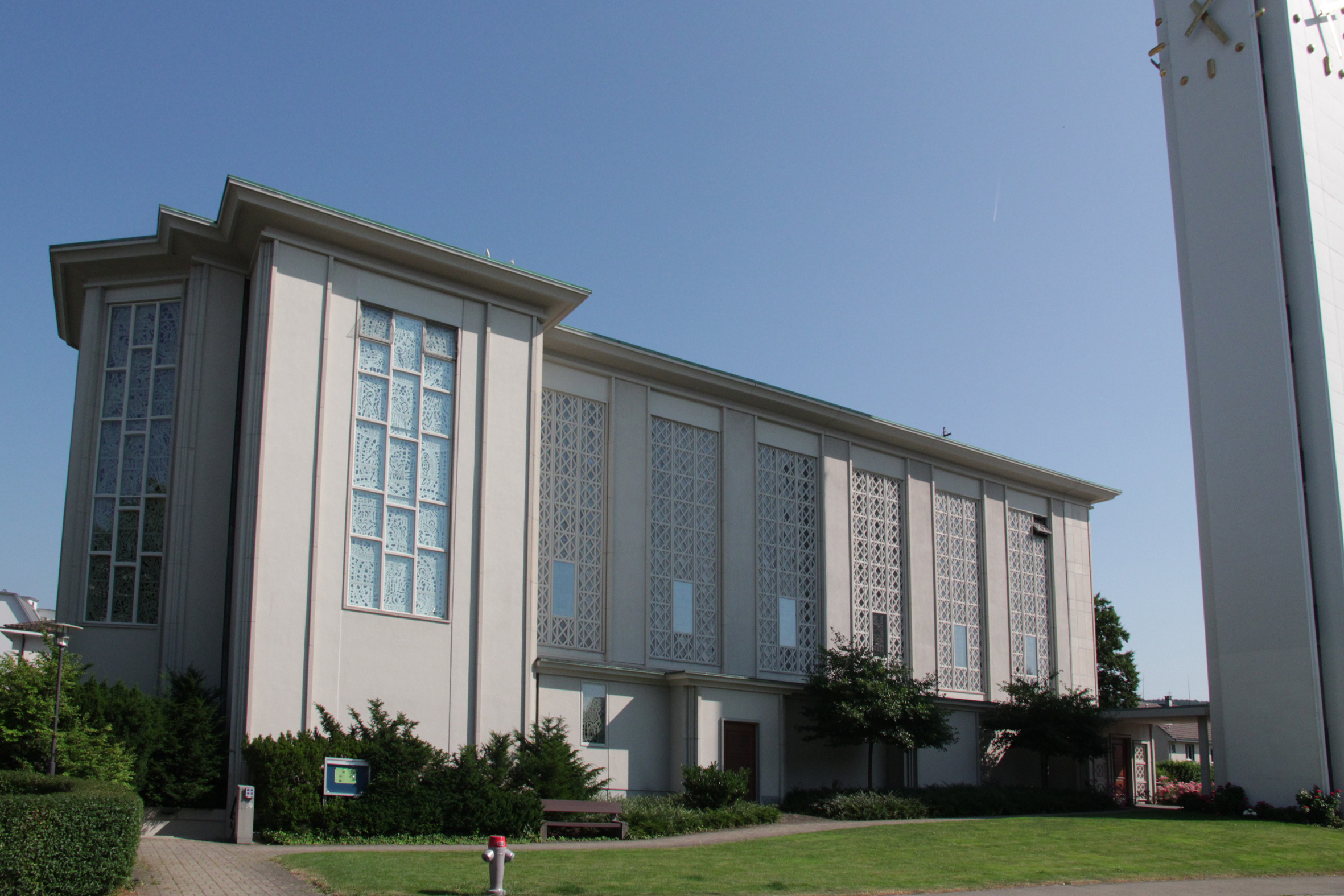
Kirche und Kirchturm, Ansicht von der Leepüntstrasse

Die Pfarrkirche Maria Frieden in Dübendorf, Kanton Zürich in der Schweiz, ist eine römisch-katholische Kirche. Sie liegt im Stadtzentrum von Dübendorf an der Ecke Wil-/Leepüntstrasse.

## Geschichte
Ab der Reformationszeit bis zum Ende des 19. Jahrhunderts fanden in Dübendorf keine römisch-katholischen Gottesdienste statt. 1897 wurden sie wieder aufgenommen, zunächst im Tanzsaal des Restaurants Kreuz. 1902 erwarb die katholische Pfarrei eine an der Wilstrasse gelegene ehemalige Sennhütte, die 50 Jahre lang als Pfarrhaus und Notkapelle diente. Die Kapelle wurde am 21. Dezember 1902 geweiht. Wegen der wachsenden Einwohner- und Katholikenzahl wurde jedoch ein Neubau nötig, dessen Grundsteinlegung am 27. August 1950 erfolgte.

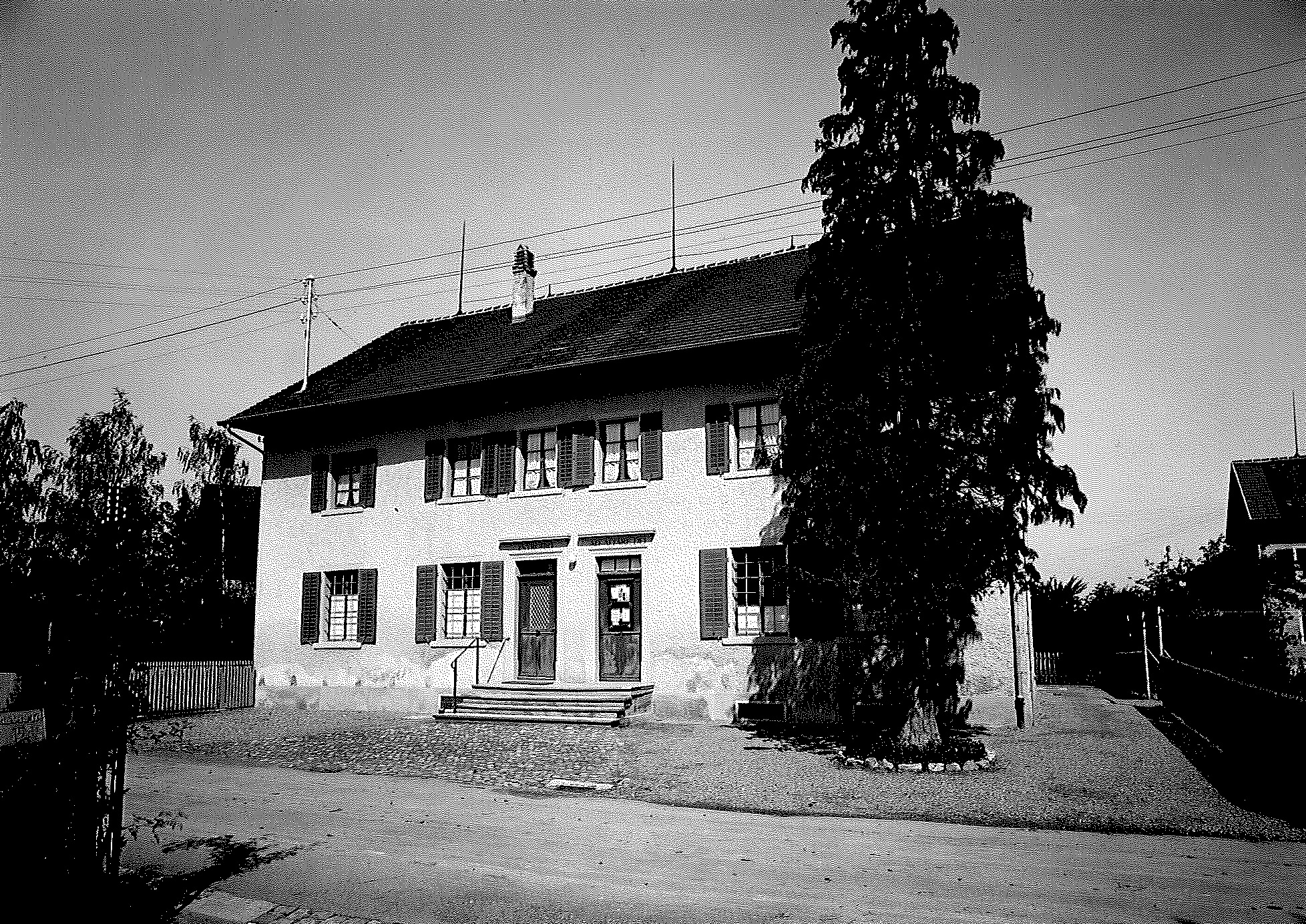
Die Sennhütte, die 1902–1952 als Notkirche diente
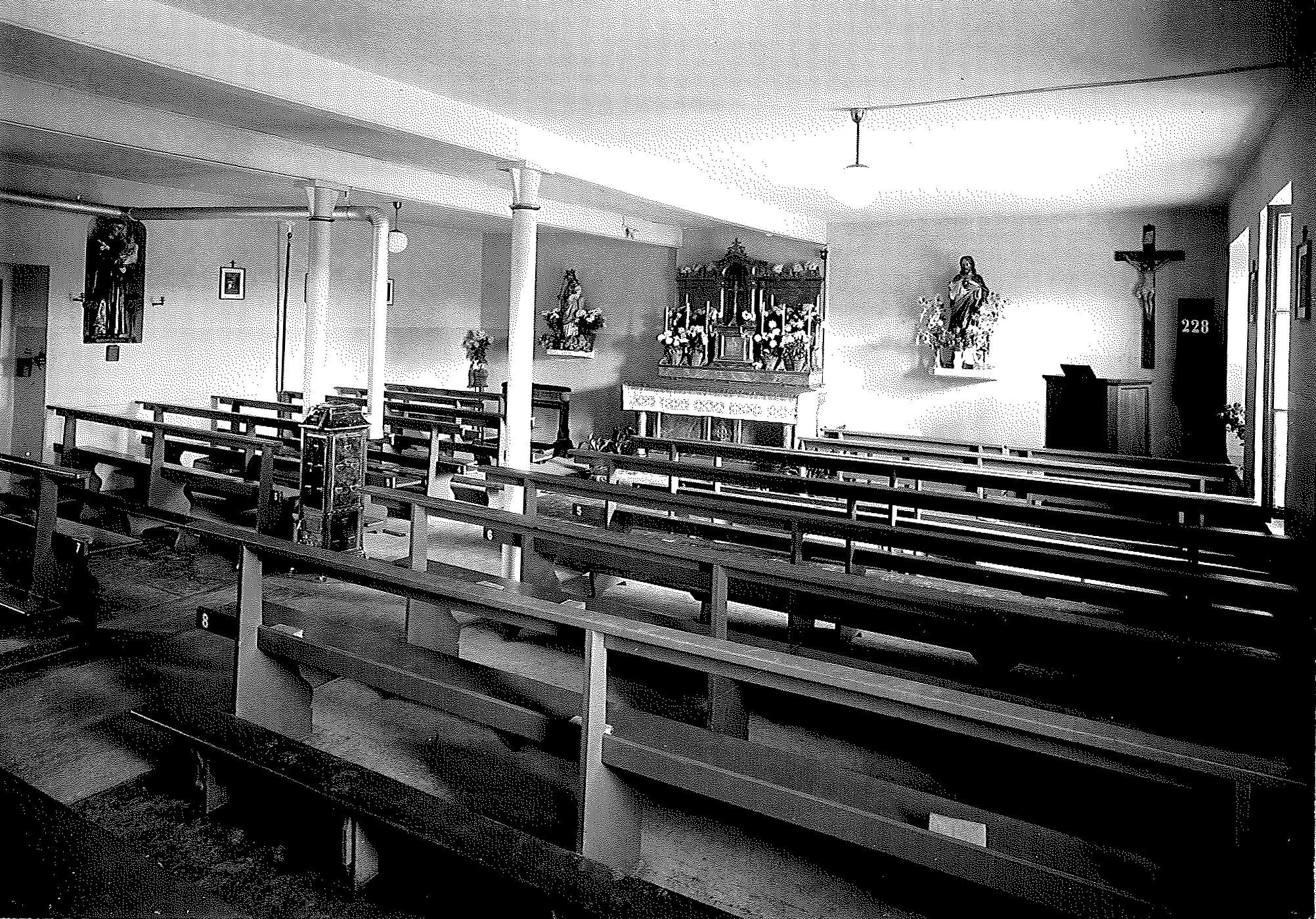
Innenansicht der Sennhütte

Die Pfarrei Maria Frieden ist eine Tochterpfarrei von Herz Jesu (Zürich-Oerlikon). 1904 wurde Dübendorf zum Pfarrrektorat, am 7. Dezember 1926 zur Pfarrei erhoben und von Herz Jesu Zürich-Oerlikon abgetrennt. Die Pfarrei Maria Frieden selber ist die Mutterpfarrei der benachbarten Pfarrei Hl. Antonius von Padua in Wallisellen, wo bereits seit 1906 von Dübendorf aus Religionsunterricht erteilt und seit 1922 in einer Notkirche Gottesdienste gefeiert wurden. Per 1. Januar 1927 wurde Wallisellen zur Pfarrei erhoben und von Dübendorf abgetrennt. Zur Kirchgemeinde Dübendorf gehören bis heute auch die Gemeinden Fällanden und Schwerzenbach. Bischof Johannes Vonderach ernannte Fällanden per 1. September 1975 zum Pfarrvikariat. In den Jahren 1990–1992 wurde in Fällanden durch den Architekten Peter Brader das Pfarreizentrum St. Katharina von Siena errichtet. Auch für die Katholiken in Schwerzenbach konnte im 350-jährigen Bauernhaus Wiesenthal, das 1971 gekauft wurde, das kleine Pfarreizentrum St. Gabriel samt einer Kapelle im Untergeschoss geschaffen werden.
In den Jahren 1950 bis 1952 wurde die heutige Kirche nach Plänen der Architekten Ferdinand Pfammatter und Walter Rieger errichtet. Am 27. April 1952 weihte der Bischof von Chur Christian Caminada die Kirche zu Ehren Marias, der Königin des Friedens. 1957 folgte das Pfarrhaus, 1963 wurde der Kirchturm vollendet. In der Osternacht desselben Jahres wurden die Glocken in diesem Turm zum ersten Mal geläutet.
1992 konnte das neu erbaute Pfarreizentrum Leepünt eingeweiht werden. Im Jahr 2003 wurde die Kirche durch Architekt Walter Moser grundlegend renoviert und 2007 der ehemalige Pfarrsaal unter der Kirche zu einer Krypta umgebaut.
Die Kirchgemeinde Dübendorf ist nach Winterthur und Uster mit 11'360 Mitgliedern (Stand 2021) die drittgrösste katholische Kirchgemeinde des Kantons Zürich. Die Pfarrei Maria Frieden Dübendorf ist zuständig für 7'867 Mitglieder (Stand 2021).

## Kirchturm und Glocken

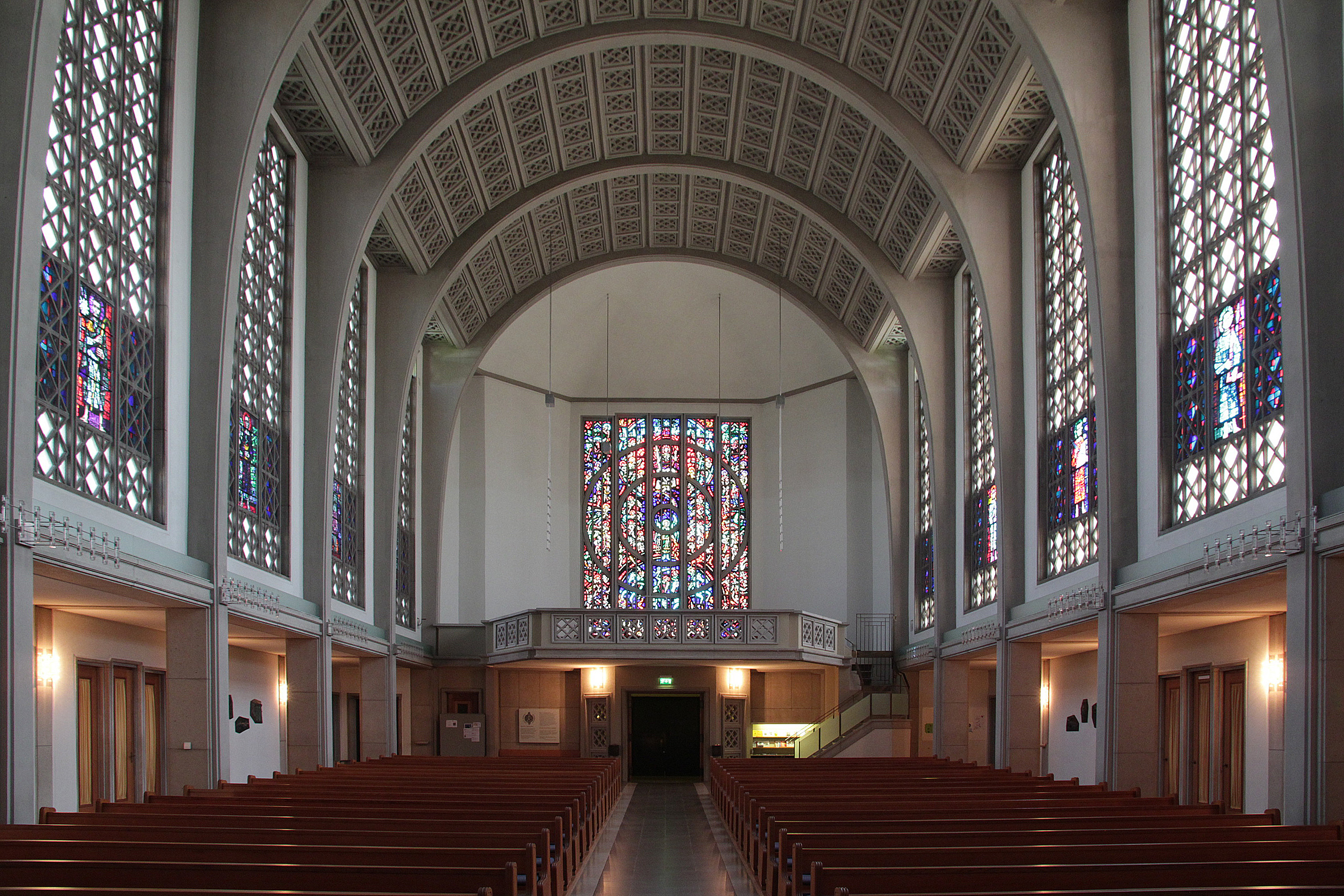
Kirche Maria Frieden, Innenansicht

Der Kirchturm von Maria Frieden wurde im Jahr 1963 erbaut und stellt ein markantes architektonisches Element der Stadtmitte von Dübendorf dar. Mit seiner Höhe von 45 m ist er gleich hoch, wie die Kirche lang ist. Das Turmkreuz hat die Höhe von 4,20 m.  Die von der Firma H. Rüetschi in Aarau gegossenen Kirchenglocken aus Bronze wurden im Jahr 1963 geweiht und aufgezogen. Sie haben ein Gesamtgewicht von 14.820 kg und erklingen in der Tonfolge g° – b° – c' – es' – f' – g'.
| Glocke | Gewicht | Schlagton | Widmung        |
| ------ | ------- | --------- | -------------- |
| 1      | 5800 kg | G0        | Dreifaltigkeit |
| 2      | 3350 kg | B0        | Muttergottes   |
| 3      | 2450 kg | c1        | Hl. Josef      |
| 4      | 1500 kg | es1       | Elias          |
| 5      | 1000 kg | f1        | Hl. Barbara    |
| 6      | 0770 kg | g1        | Hl. Bernhard   |

### Bezug der Kirchenglocken zum Militärflugplatz
Der erste Schweizer Flugplatz wurde im Jahr 1910 auf dem trockengelegten Ried zwischen Dübendorf und Wangen erbaut. Deshalb gilt Dübendorf als Geburtsstätte der schweizerischen Zivil- und Militäraviatik. Nach der Eröffnung des Flughafens in Kloten wurde der Flugplatz in Dübendorf von der Armee als grösster Militärflugplatz der Schweiz betrieben. Auf diese Umstände nimmt die Widmung der vierten und fünften Glocke Bezug: Der Prophet Elias, der in feurigem Wagen zum Himmel fuhr, ist der Schutzpatron der Fliegertruppen und aller Piloten. Die Hl. Barbara ist die Schutzpatronin der Armee, der Artillerie und der Türme.

## Gebäude
Da die Bevölkerung von Dübendorf aufgrund des Flugplatzes und der Nähe zur Stadt Zürich seit dem Beginn des 20. Jahrhunderts stetig und nach dem Zweiten Weltkrieg rasant anwuchs, entschloss man sich, eine grosse Kirche zu errichten.
Die Kirche ist ein 45 m langer Bau mit basilikalem Grundriss. Der Kirchenraum trägt ein Dreiviertel-Tonnengewölbe, dessen Rippen sich zwischen den Fensterwandflächen im Bogenschwung bis zum Boden ziehen. Die polygonale Apsis findet ihr Gegenstück in der ebenfalls polygonal gestalteten Eingangsfront, an der auch die Orgelempore angebracht ist. Nachdem die hintersten Kirchenbänke unter der Empore entfernt wurden, bietet die Kirche heute Platz für 400 Gottesdienstbesucher.
Das Gewölbe weist eine Stichhöhe von 18 m und eine Simshöhe von 15 m auf, dessen Höhenwirkung durch die niedrigen Seitenschiffe unterstrichen wird. Aufgrund der rhythmisierenden Betonpfeiler und Betongurten, der grossen Kirchenfenster und der dekorativen Betongitterwerke zählt man die Kirche Maria Frieden zusammen mit den drei anderen von Ferdinand Pfammatter im Grossraum Zürich erbauten Kirchen – Dreikönigen (Zürich-Enge), St. Konrad (Zürich-Albisrieden) und St. Gallus (Zürich-Schwamendingen) – zur „Betongotik“. Die Dimensionen der Kirche und die monumentale Fensterrosette über der Orgelempore verstärken den Eindruck der Nähe dieser Kirche zu einer gotischen Kathedrale. Quer an die Eingangsfront der Kirche angebaut, befindet sich die Marienkapelle.

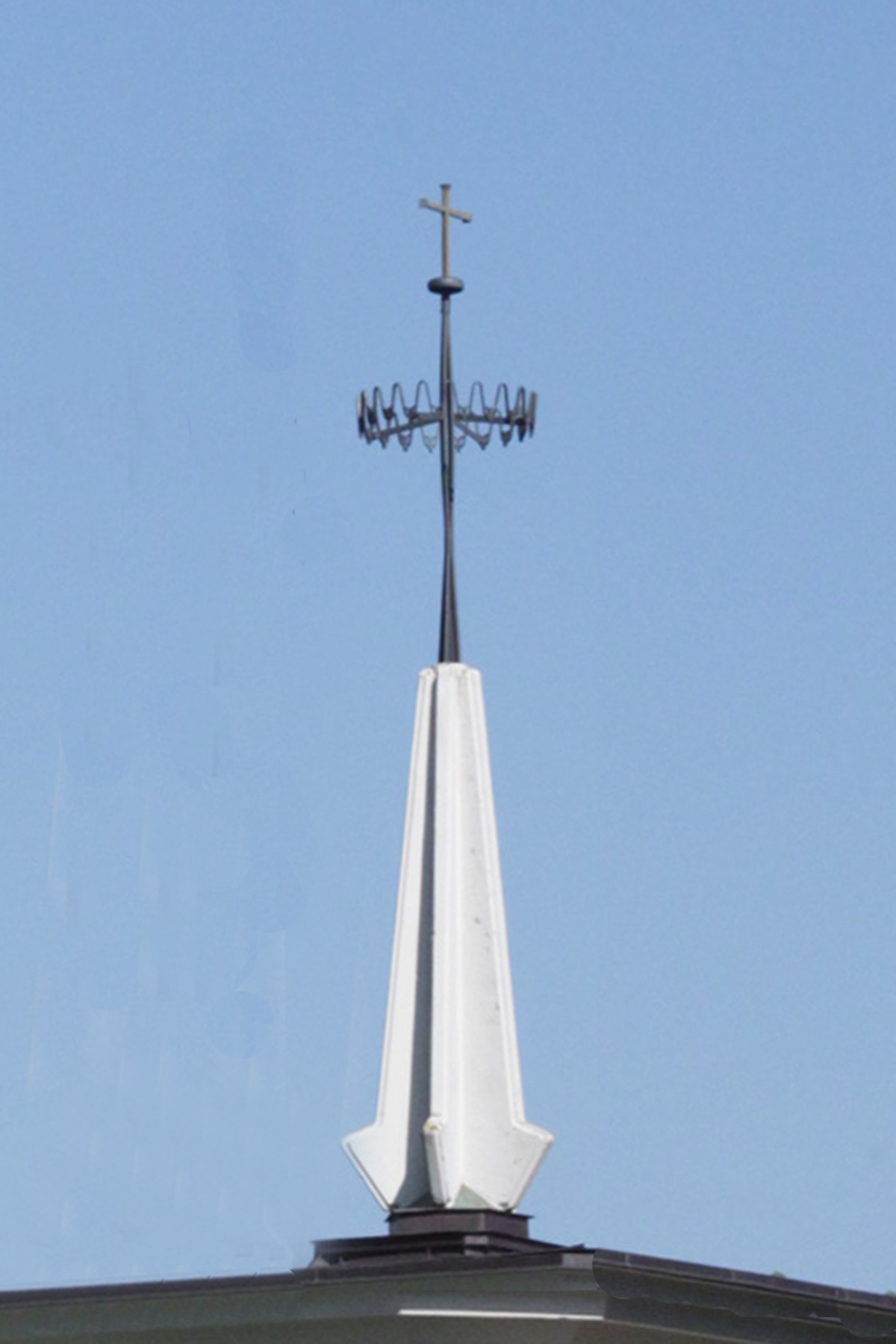
Dachreiter Marienkapelle
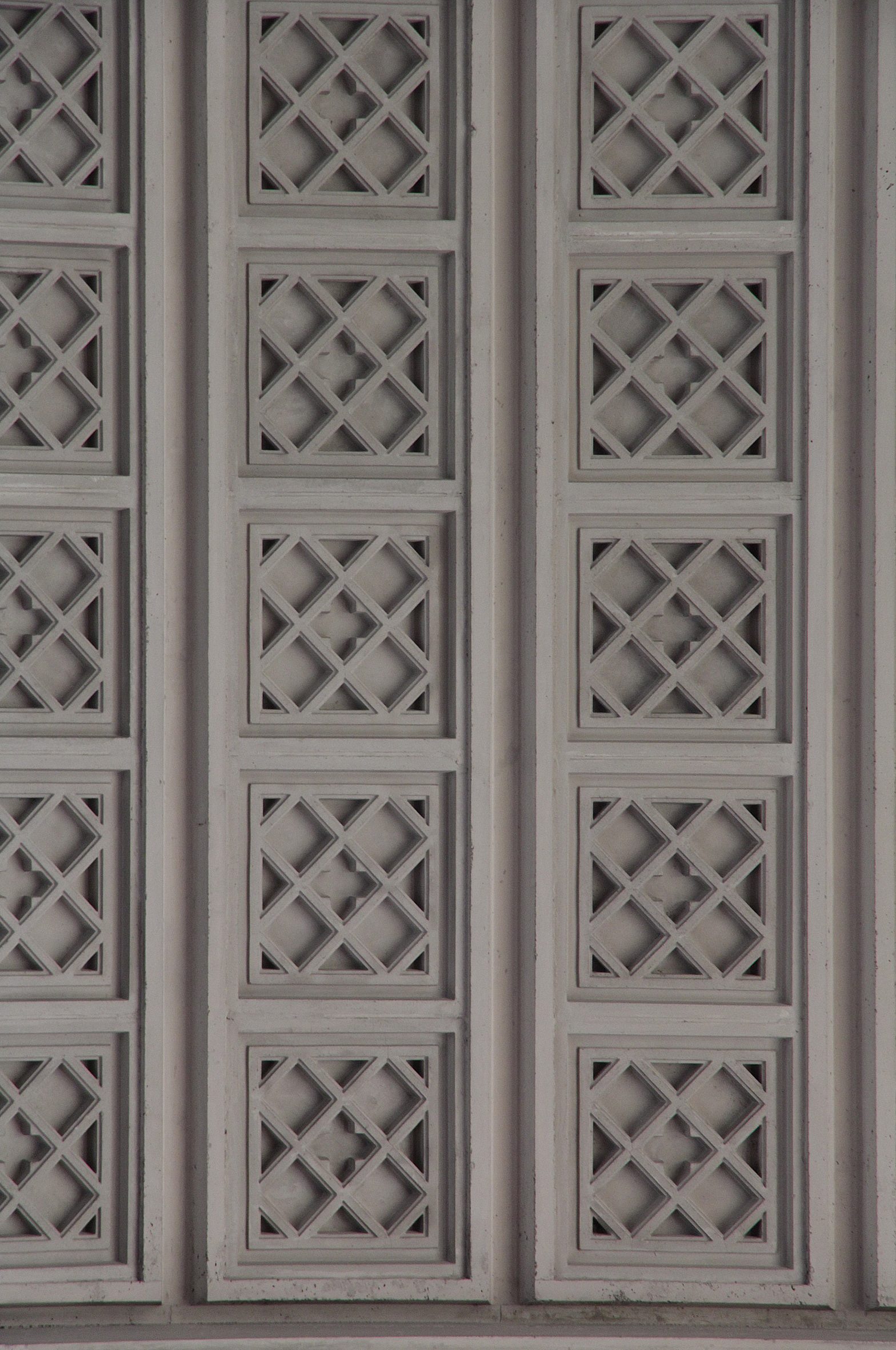
Gewölbe der Kirche, Detailansicht
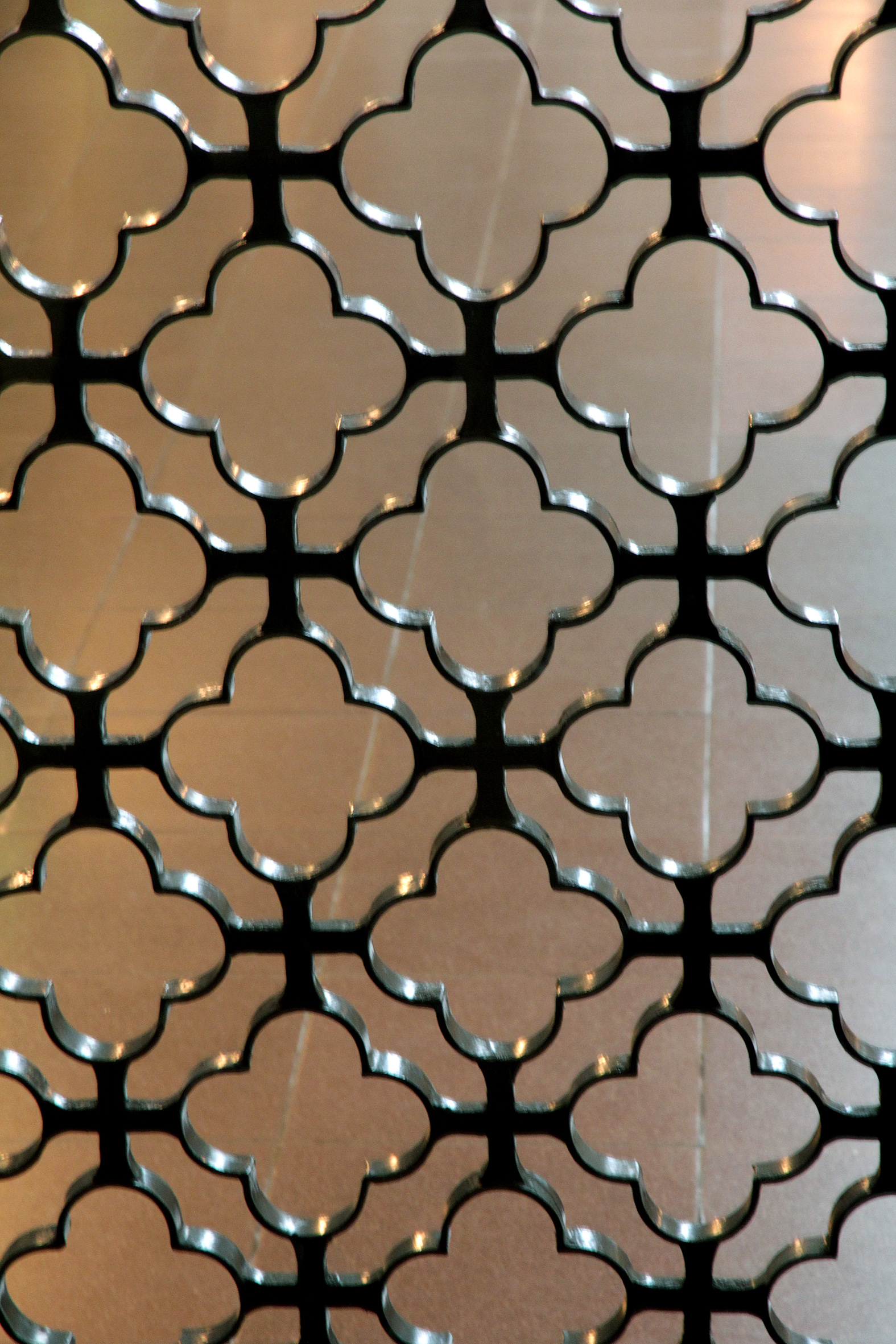
Marienkapelle, Detail des Eingangsportals
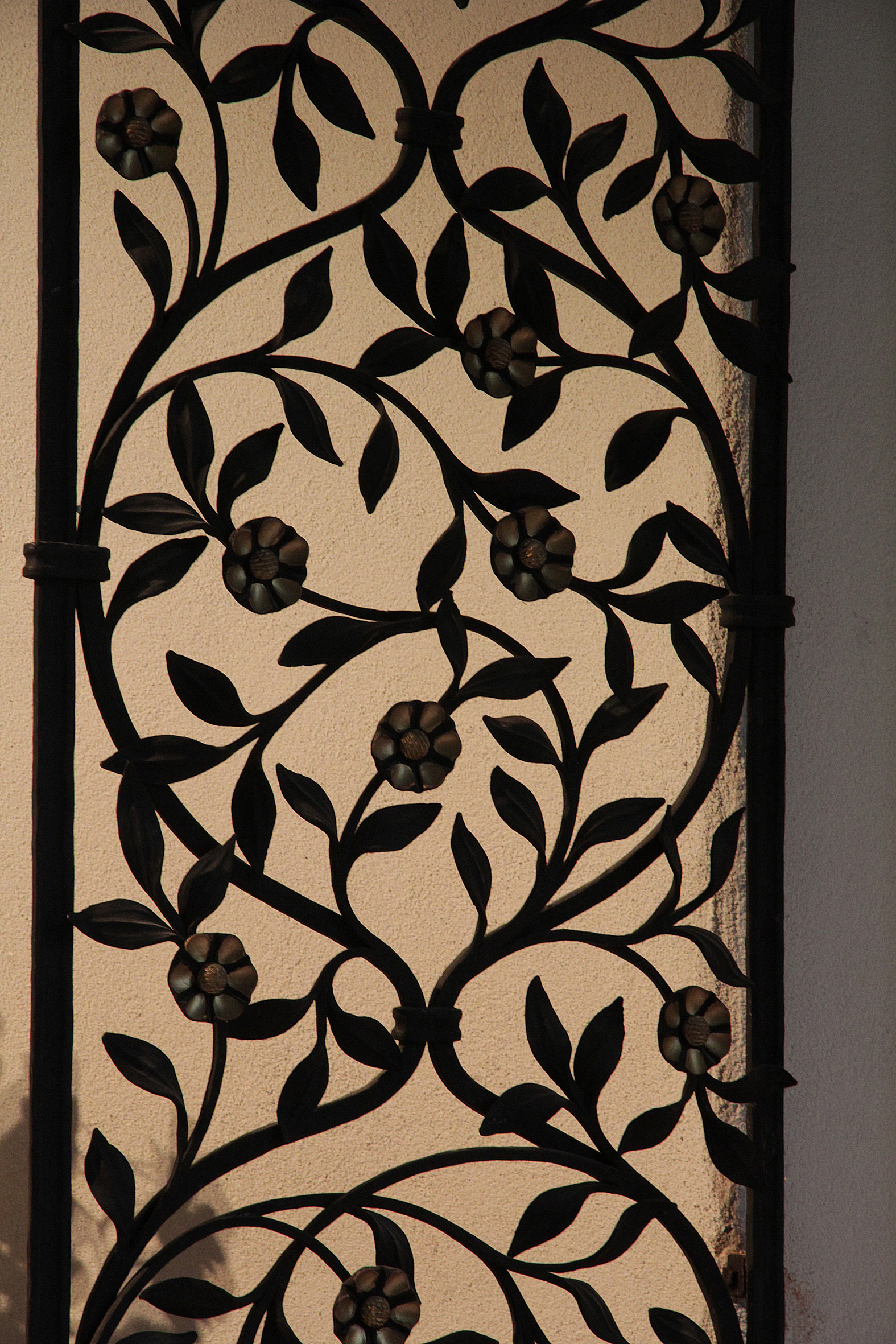
Marienkapelle, Rosengitter
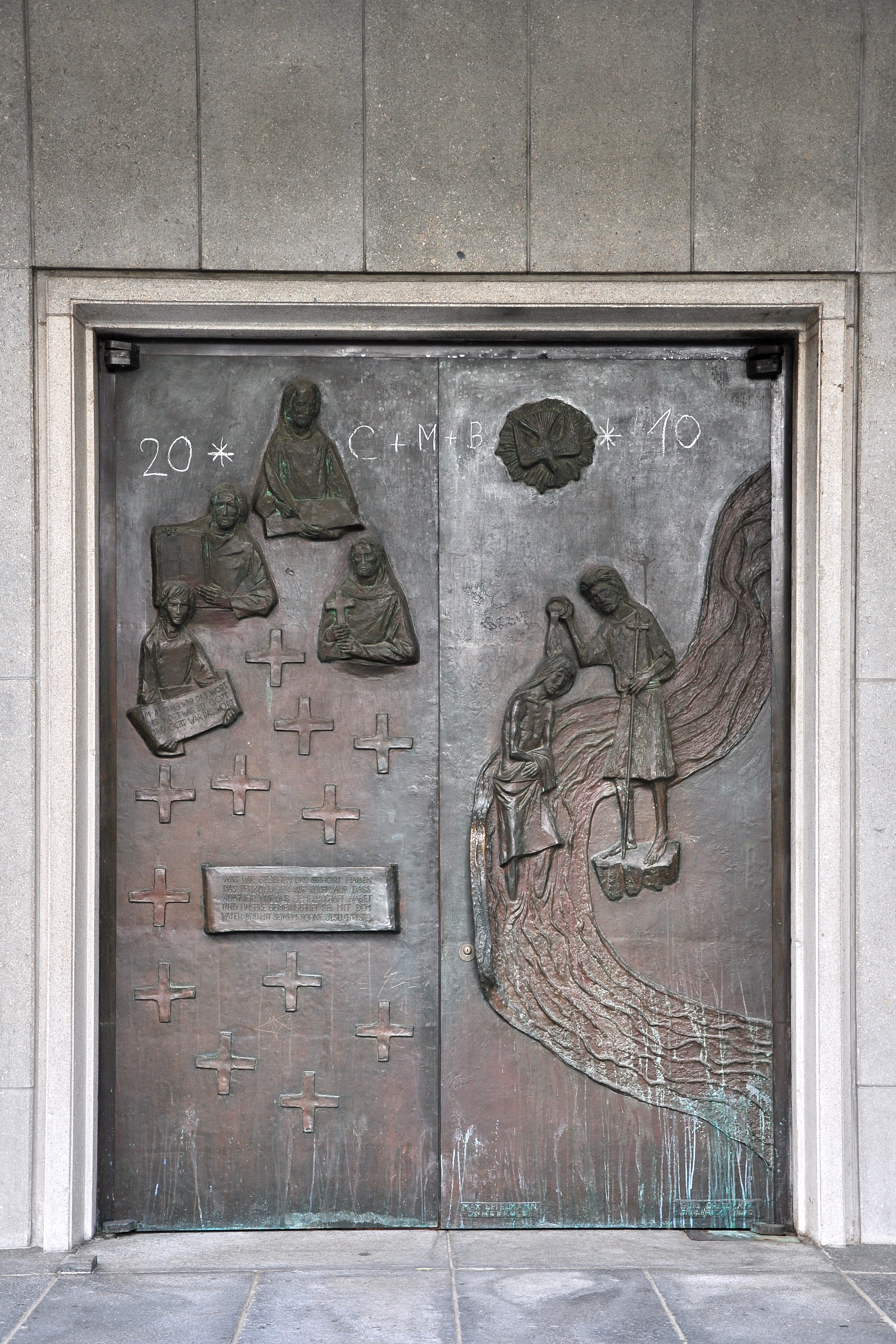
Eingangsportal von Max Spielmann

## Ausstattung

### Glasfenster
Ein wesentliches Gestaltungselement des Kircheninneren sind die von Paul Monnier (1907–1982) als Triptychon gestalteten Glasmosaiken im Chor und die Fensterrosette über der Orgelempore. Im Gegensatz zu den traditionellen Bleiglasfenstern wurden die bunten Gläser nicht durch Bleiruten, sondern durch schwarz gefärbten Beton gefasst. Besondere Wirkung entfalten die Glasbetonfenster durch die Unebenheit der beiden Oberflächen sowie durch die Dicke und Leuchtkraft des Glases.
Das Bildprogramm der Fenster stammt von Alois Ender (Pfarrer in Dübendorf von 1942 bis 1968). Das Triptychon im Chor ist in Blautönen gehalten und erinnert damit daran, dass die Kirche der Gottesmutter Maria geweiht ist. Das mittlere Fenster thematisiert den Weg zum Ewigen Leben, das rechte Fenster ist als Sakramentsfenster der Gnade Gottes und das linke der Schöpfung gewidmet. Das vierte und das fünfte Fenster im Chor zeigen Szenen aus dem Alten (linkes Fenster) und Neuen Testament (rechtes Fenster).
Als Gegenstück zu den 14 m hohen Chorfenstern befindet sich an der Eingangsfront über der Orgelempore die Rosette. In Anlehnung an das Tympanon oberhalb des Portals gotischer Kathedralen thematisiert die Rosette das Jüngste Gericht der Offenbarung des Johannes.
Zwei kleinere Fenster im Kirchenschiff wurden ebenfalls von Paul Monnier gestaltet. Das Fenster rechts zeigt den Wallfahrtsort Flüeli-Ranft, wo der Hl. Bruder Klaus gelebt und gewirkt hat, das linke Fenster stellt das Kloster Einsiedeln und die Schwarze Madonna dar.
Die grossen Fenster im Kirchenschiff enthalten Darstellungen der Zwölf Apostel und stammen vom Innsbrucker Künstler Max Spielmann. Sie wurden zusammen mit dem vierten und fünften Chorfenster in einer zweiten Etappe der Kirchengestaltung erschaffen und 1969 eingesegnet.

### Weitere Ausstattung
Von Max Spielmann stammt das Hauptportal der Kirche. Die rechte Tür des Bronzeportals zeigt die Taufe Jesu im Jordan, die linke die vier Evangelisten sowie die zwölf Apostelkreuze. Ebenfalls von Max Spielmann sind das Kreuz mit Corpus im Chorraum sowie der Kreuzweg, welcher 1977 in Auftrag gegeben und in den Seitengängen des Langschiffs der Kirche montiert wurden.
Willy Buck, Wil SG schuf im Jahr 1969 den Tabernakel, 1976 folgten der Taufbrunnen und der Ambo. Auch von Willy Buck ist die Josefstatue beim Taufbrunnen.
Bei der Kirchenrenovation von 2003 wurde der grosse Altar aus Stein wieder auf seinen ursprünglichen Standort an der Chorwand zurückgesetzt und durch einen leicht wirkenden Volksaltar ersetzt, der von Werner Gugolz, Küsnacht ZH gestaltet wurde.

### Orgeln

#### Späth-Orgel, von 1969 bis 2012

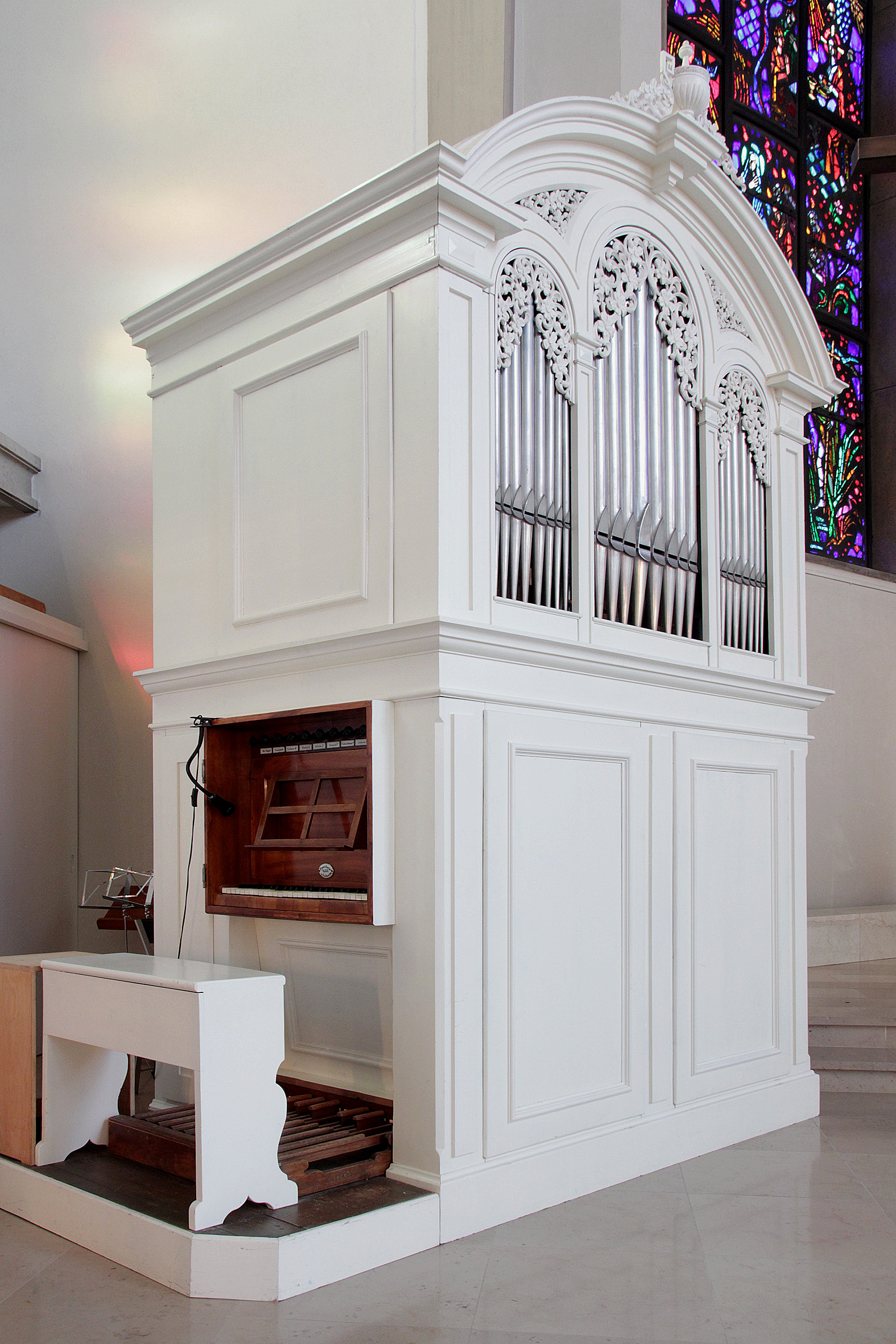
Die Goršič-Orgel von 1886

Die erste Orgel der Kirche wurde 1969 von der Firma Späth aus Rapperswil gebaut. Sie zählte 41 Register mit 3.025 Pfeifen. Eine Besonderheit dieser Orgel war, dass sie in zwei Teilen links und rechts der Buntglasrosette aufgestellt wurde und mit ihrem Orgelprospekt die vertikale Ausrichtung der Kirche unterstrich. Diese Orgel wurde im Jahr 2012 abgetragen.

#### Goršič-Orgel
Nach der Demontage der Späth-Orgel wurde als Interimsinstrument eine 1886 vom Slowenen Franc Goršič (1836–1898) geschaffene Orgel im Chorraum aufgestellt. Erbaut wurde diese Orgel als Goršičs op. 46 für eine Schlosskapelle in der Nähe von Laibach, dem heutigen Ljubljana. Goršič war offen gegenüber romantischen Klangvorstellungen, hielt aber zeitlebens an der Schleiflade und der mechanischen Traktur fest.
Die im Zweiten Weltkrieg beschädigte Orgel wurde von Orgelfreunden gerettet und vom Orgelbauer Bernhardt Edskes restauriert. Dabei konnten – mit Ausnahme der Windversorgung – die gesamte technische Anlage und ein grosser Teil des Pfeifenwerks, das teilweise aus dem 17. Jahrhundert stammt, erhalten werden. Diese Orgel stellt ein in der Schweiz einzigartiges Zeugnis der Orgelkultur im österreichisch-ungarischen Kaiserreich dar und ist eines der wenigen historischen Instrumente im Kanton Zürich.
Disposition der Goršič-Orgel:
| Manual        |    |
| Principal     | 8′ |
| Coppel        | 8′ |
| Octav         | 4′ |
| Flûte d’Amour | 4′ |
| Nasard        | 3′ |
| Octav         | 2′ |
| Mixtur III    |    |

| Pedal   |     |
| Subbass | 16′ |

- Koppeln: I/P
- Tremulant

#### Neue Hauptorgel

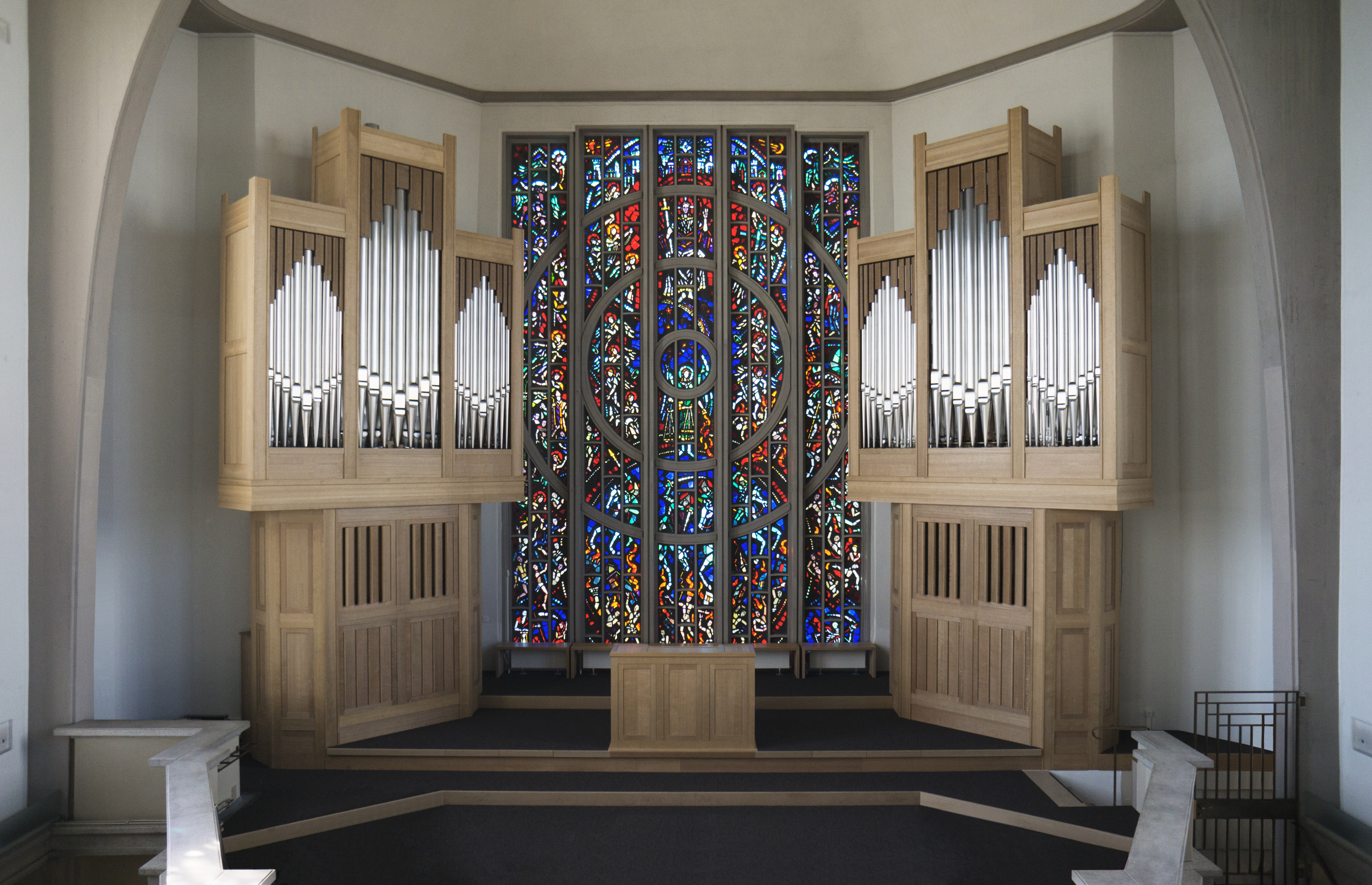
Die Edskes-Orgel 2014

Am 6. April 2014 wurde die neue Hauptorgel auf der Orgelempore durch Generalvikar Josef Annen eingeweiht. Sie wurde von Bernhardt Edskes erbaut und steht in der Tradition von Arp Schnitger und dessen Schülern. In besonderer Weise stellt das musikalische Konzept auf die Darstellung der Musik von Johann Sebastian Bach und seiner Zeitgenossen ab, steht durch die Einbeziehung von spätbarocken Stimmen und Streichregistern aber auch Musik des 19. Jahrhunderts offen. Das Hauptwerk verfügt über 13, das Positiv über 12 und das Pedal über 11 Register, sodass die Orgel 36 Stimmen umfasst. Die Manualwerke sind im rechten, das Pedalwerk im linken Gehäuse untergebracht. Der freistehende Spieltisch mit mechanischer Traktur steht axial mit Blickrichtung auf den Altar. Auch diese Orgel nimmt architektonisch Rücksicht auf die Fensterrosette über der Empore und wurde deshalb – wie in vielen Klosterkirchen Süddeutschlands und Österreichs – mit zwei sich seitlich gegenüberstehenden Prospekten und geteilten Werken erbaut.
Disposition der Edskes-Orgel:
| Hauptwerk C–f3 |     |
| Quintadena     | 16′ |
| Principal      | 8′  |
| Hohlflöte      | 8′  |
| Viola di Gamba | 8′  |
| Octave         | 4′  |
| Spitzflöte     | 4′  |
| Quinte         | 3′  |
| Superoctave    | 2′  |
| Cornet V       |     |
| Mixtur VI      |     |
| Cymbel II      |     |
| Fagott         | 16′ |
| Trompete       | 8′  |

| Positiv C–f3    |       |
| Gedackt         | 8′    |
| Salicional      | 8′    |
| Quintadena      | 8′    |
| Principal       | 4′    |
| Rohrflöte       | 4′    |
| Nasat           | 3′    |
| Octave          | 2′    |
| Waldflöte       | 2′    |
| Quinte          | 1 ⁄2′ |
| Sesquialtera II |       |
| Scharff IV      |       |
| Dulcian         | 8′    |

| Pedal C–f1      |     |
| Praestant       | 16′ |
| Subbass         | 16′ |
| Octave          | 8′  |
| Bourdon         | 8′  |
| Rohrquinte      | 6′  |
| Octave          | 4′  |
| Octave          | 2′  |
| Rauschpfeife II |     |
| Mixtur IV       |     |
| Posaune         | 16′ |
| Trompete        | 8′  |
| Schalmey        | 4′  |

- Koppel: II/I
- 2 Tremulanten (für Manuale und für Pedal)
- Registerzug für Piano-Forte (Positiv)
- Wohltemperierte Stimmung

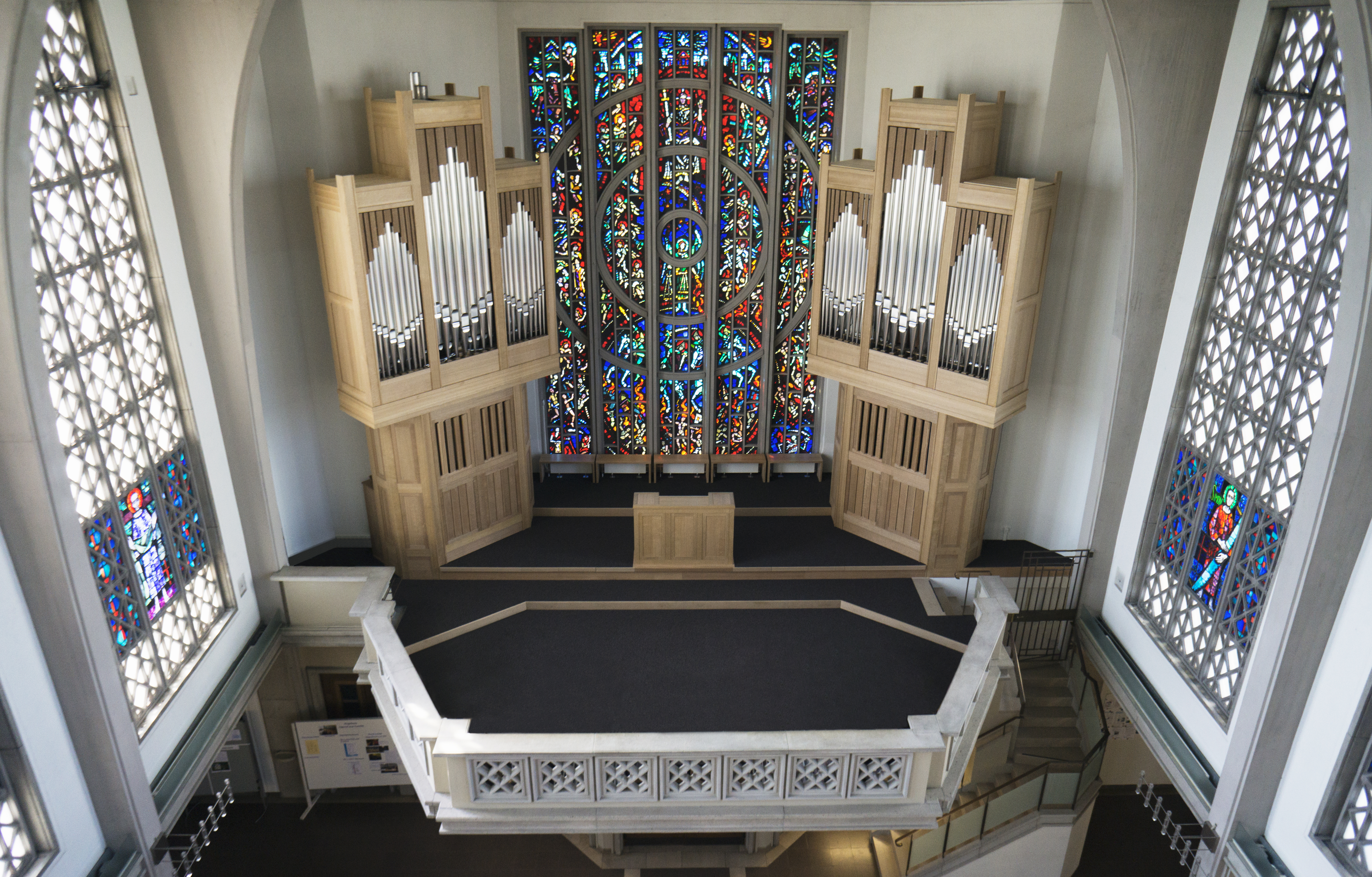
Orgelempore
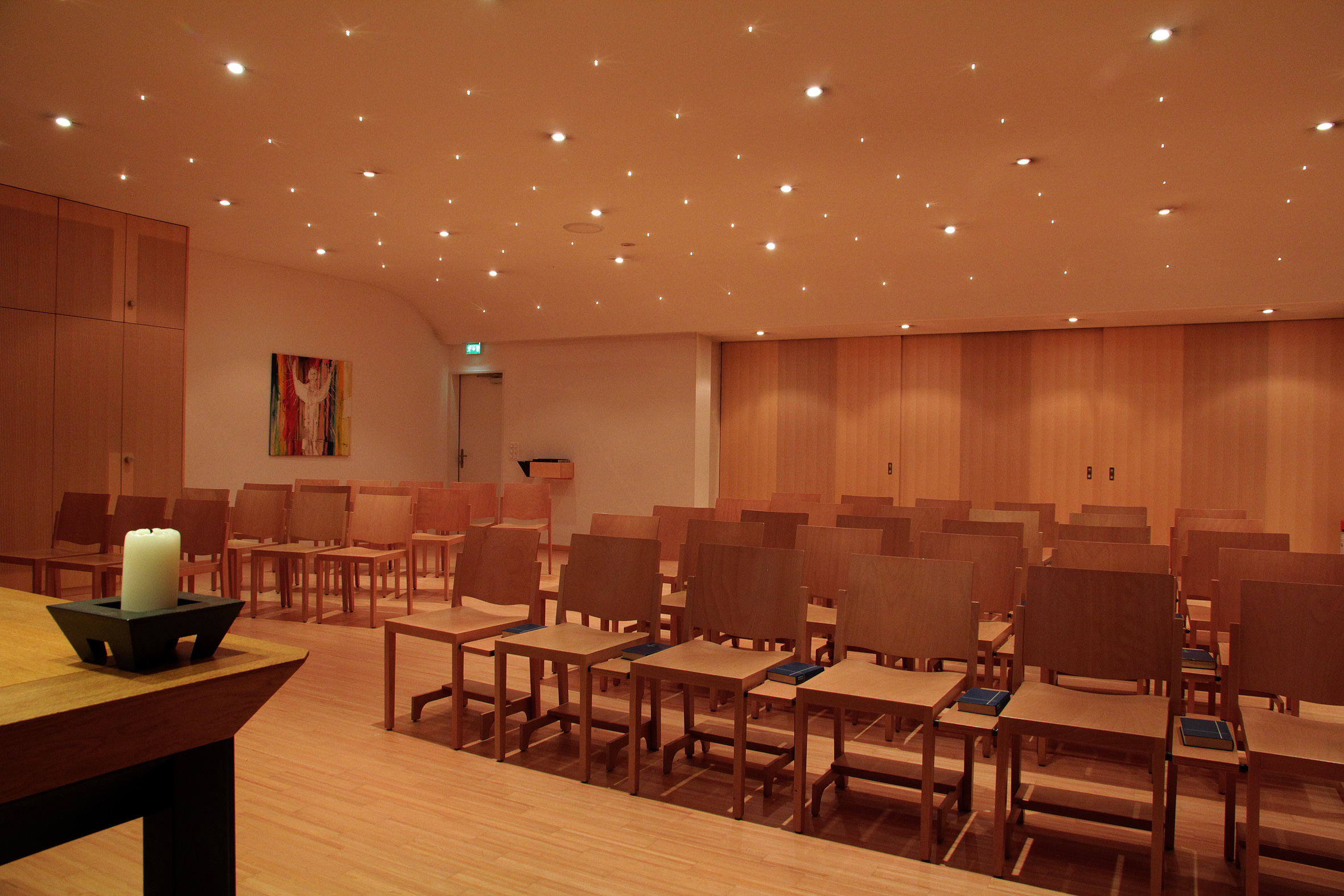
Krypta
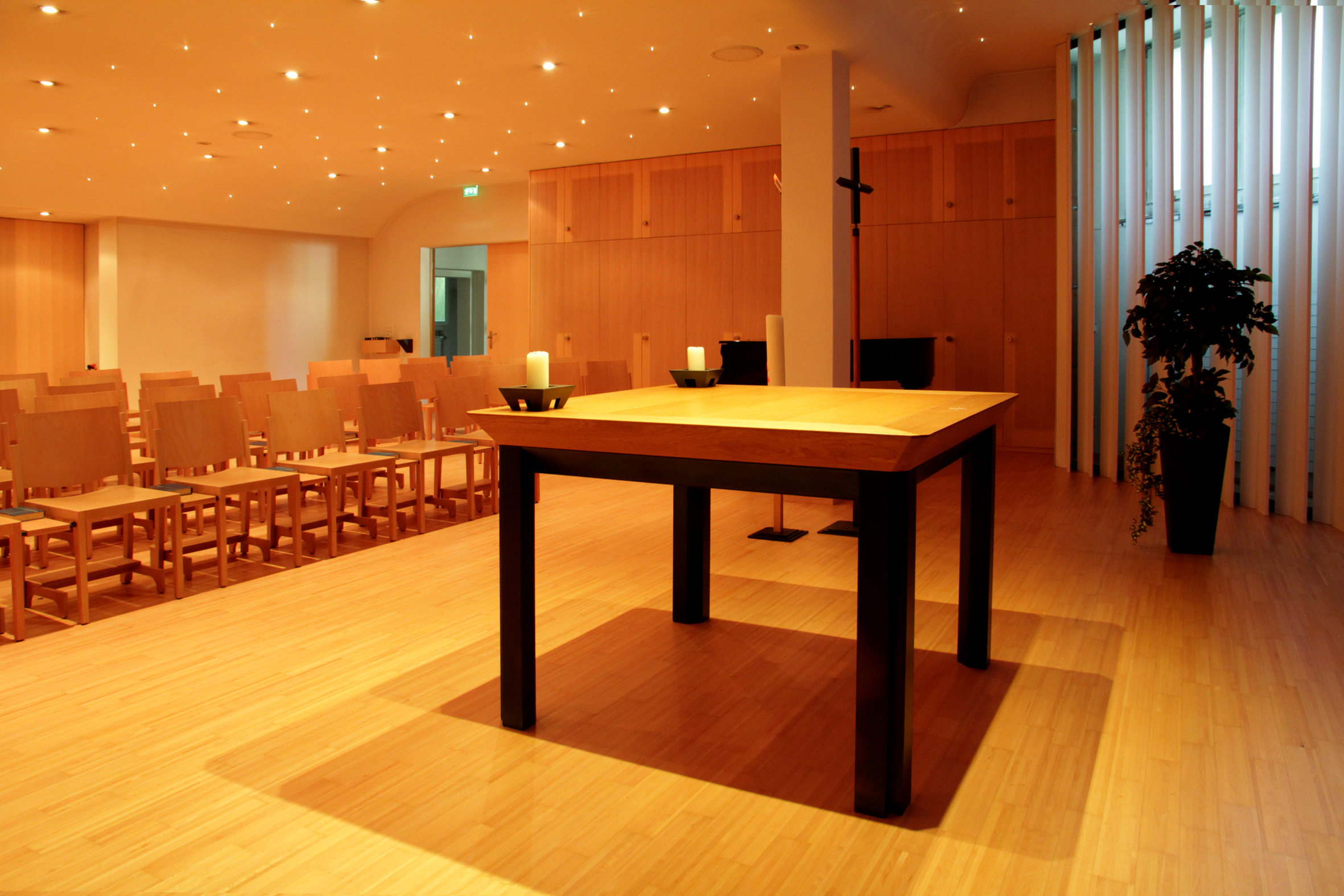
Altar in der Krypta

### Marienkapelle
Die quer an die Kirchenfront rechts angebaute Marienkapelle wird für Andachten oder auch für das persönliche Gebet genutzt. Das Marienbildnis im Rosenhag sowie die beiden Kirchenfenster stammen vom Künstler Max Spielmann aus Innsbruck. Das rechte Buntglasfenster stellt von links nach rechts die Freudenreichen, die Schmerzhaften und die Glorreichen Geheimnisse des Rosenkranzes dar. Das linke Fenster zeigt die Muttergottes Maria, umgeben von den Vierzehn Nothelfern.

### Krypta

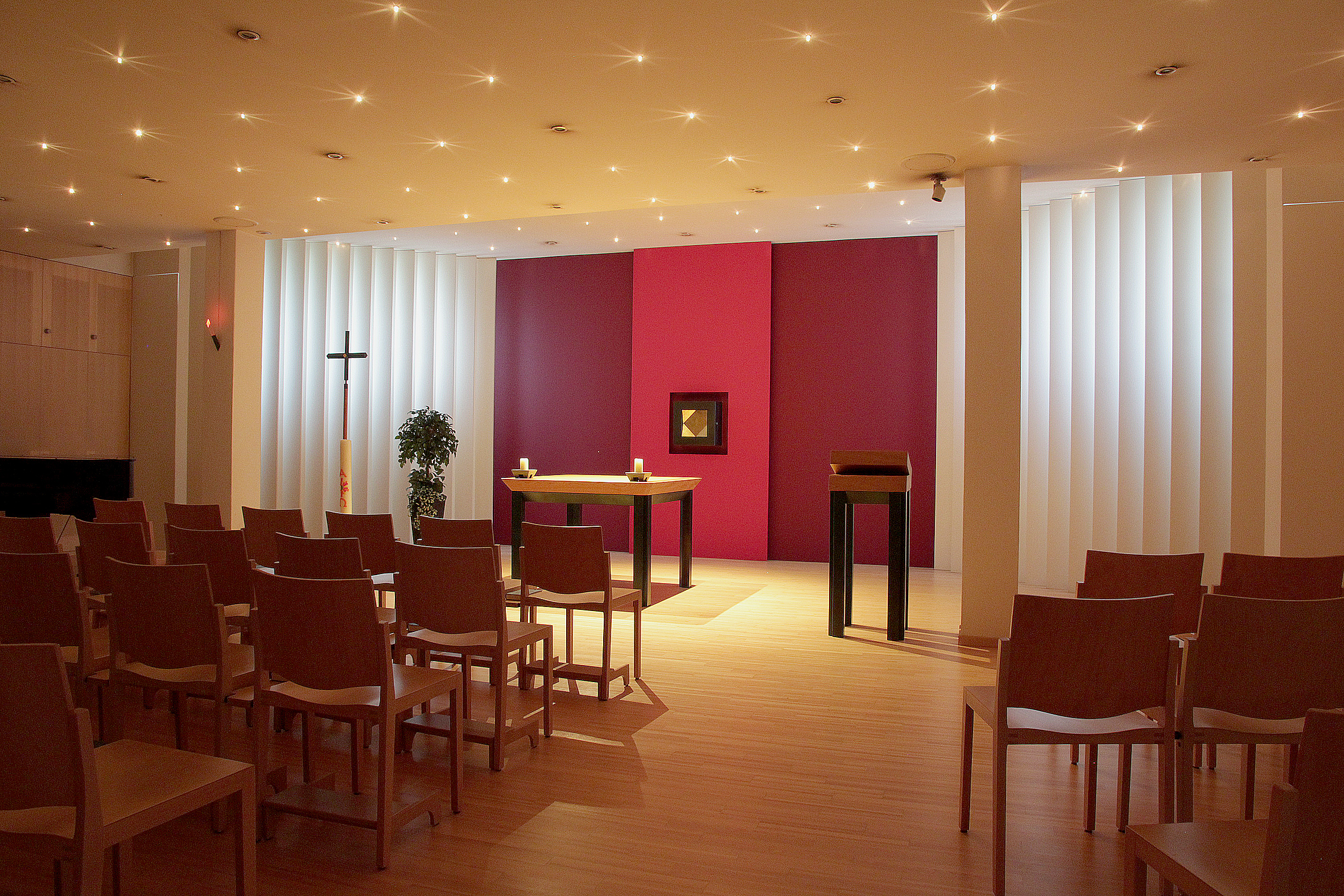
Krypta, Gestaltung von Josef Caminada

Im Jahr 2007 gestaltete der Zürcher Künstler Josef Caminada in der Krypta die Beziehung von Tabernakel, Ambo, Altar und Kreuz. Das Licht fällt durch weisse Lamellen in den Raum, die rote Chorwand belebt den sonst fast farbenlosen Raum.
Weihbischof Paul Vollmar segnete die neue Krypta am 1. Februar 2008 ein. Im Altar der Krypta sind die Reliquien des Hl. Fidelis von Sigmaringen eingeschlossen.
Diese Krypta dient für Werktagsgottesdienste, Andachten sowie kleinere Trauerfeiern und bietet 70 Personen Platz.